# Kynaston Reeves
Philip Arthur "Kynaston" Reeves, född 29 maj 1893 i London, död 5 december 1971 i samma stad, var en brittisk skådespelare.

## Rollista i urval
- 1934 – Tretton vid bordet
- 1939 – Stjärnorna blicka ned
- 1948 – Fallet Winslow
- 1951 – Med flaggan i topp
- 1957 – Bröder inför lagen
- 1959 – Man är väl diplomat
- 1960 – Skola för skojare
- 1961 – Knacka inte - kom bara!
- 1962 – Dra åt fanders
- 1966, 1968 – The Avengers (TV-serie)
- 1967 – Forsytesagan (TV-serie)
- 1967 – The Prisoner (TV-serie)
- 1970 – "Sherlock Holmes" – privatögat privat